# Weston McKennie
Weston James Earl McKennie (Little Elm, 28 augustus 1998) is een Amerikaans profvoetballer die doorgaans als centrale middenvelder speelt. Hij brak door bij Schalke 04 en maakte in 2021 de overstap naar Juventus FC, dat hem het voorgaande seizoen gehuurd had en in 2023 zelf verhuurde aan Leeds United, waar McKennie degradeerde. Bij Juventus FC won hij de Coppa Italia in 2021 en 2024. McKennie debuteerde in 2017 in het Amerikaans voetbalelftal, waarmee hij deelnam aan het WK 2022 en drie keer de CONCACAF Nations League won.

## Clubcarrière

### Jeugd
McKennie werd op 28 augustus 1998 geboren in Little Elm in Texas, maar woonde drie jaar lang in het Duitse Otterbach, waar zijn vader in het leger diende. In 2004 ging hij spelen in de jeugd van FC Phönix Otterbach. Teruggekeerd naar de Verenigde Staten speelde McKennie naast voetbal ook American football. In 2009 ging hij voetballen in de jeugdopleiding van FC Dallas. Daar sloeg hij een contractverlenging af.

### Schalke 04
McKennie verruilde de jeugd van FC Dallas in 2016 voor die van Schalke 04. Daarvoor debuteerde hij op 20 mei 2017 in de Bundesliga, tegen FC Ingolstadt (1–1). Hij viel na 77 minuten in voor Donis Avdijaj. Op 14 augustus 2017 startte hij voor het eerst in de basiself, in de met 0–2 gewonnen bekerwedstrijd tegen BFC Dynamo. McKennie vierde vijf dagen later zijn tweede competitieoptreden, thuis tegen RB Leipzig. Hij groeide in het seizoen 2017/18 uit tot vaste basisspeler, alhoewel hij een aantal wedstrijden moest missen vanwege blessureleed. Schalke 04 eindigde het seizoen als tweede, zijn hoogste klassering in acht jaar. McKennie debuteerde op 18 september 2018 in de UEFA Champions League, bij een 1–1 gelijkspel tegen FC Porto. Op 3 oktober 2018 maakte hij zijn doelpunt in het profvoetbal. Het was de enige treffer van de uitwedstrijd tegen Lokomotiv Moskou in de UEFA Champions League. Drie dagen later volgde zijn eerste doelpunt in de Bundesliga; hij droeg bij aan een 0–2 zege op Fortuna Düsseldorf.

### Juventus FC

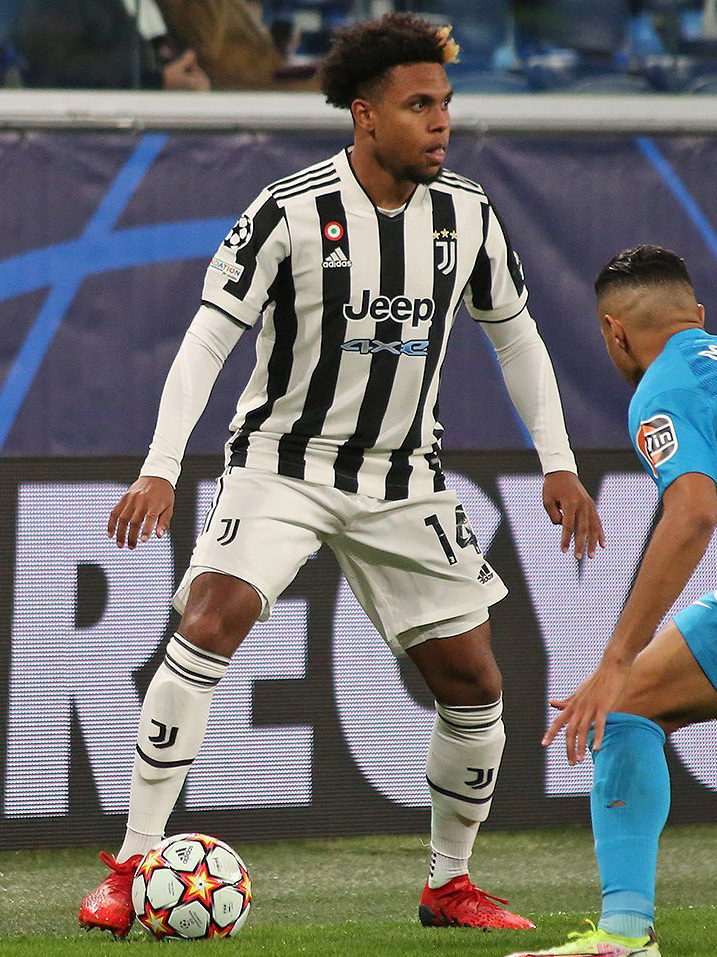
McKennie namens Juventus FC in oktober 2021

Op 29 augustus 2020 werd McKennie door Schalke 04 voor een seizoen verhuurd aan Juventus FC voor € 4,5 miljoen, met een optie tot aankoop van minstens  18,5 miljoen. McKennie werd zodoende de Amerikaanse speler ooit onder contract bij Juventus FC. Hij debuteerde voor zijn nieuwe club in het competitieduel met UC Sampdoria (3–0 winst) op 20 september 2020. Op 5 december 2025 maakte hij zijn eerste doelpunt in Italië, tegen stadsgenoot Torino FC (2–1 winst). Drie dagen later scoorde hij ook in de UEFA Champions League tegen FC Barcelona (0–3). McKennie won op 20 januari 2021 met Juventus FC de Supercoppa ten koste van SSC Napoli. Hij begon bij Juventus FC als controlerende middenvelder, maar werd gedurende het seizoen 2020/21 ook aanvallender en meer aan de zijkanten gebruikt. De club lichtte op 3 maart 2021 de optie om McKennie definitief over te nemen. In maart 2021 organiseerde McKennie met teamgenoten Paulo Dybala en Arthur een feestje waarmee regels van de coronacrisis werden overtreden. Hij werd vervolgens door trainer Andrea Pirlo buiten de wedstrijdselectie gelaten voor de uitwedstrijd tegen Torino FC en begon op de reservebank in de thuiswedstrijd tegen SSC Napoli. Op 19 mei 2021 gaf hij een assist op Dejan Kulusevski in de finale van de Coppa Italia, die met 1–2 werd gewonnen tegen Atalanta Bergamo.
McKennie scoorde op 12 januari 2022 in de strijd om de Supercoppa, die desondanks met 21 verloren ging tegen landskampioen Internazionale. Hij brak op 22 februari 2022 zijn voet in de achtste finale van de UEFA Champions League tegen Villarreal CF, waardoor hij naar verwachting het restant van het seizoen niet meer in actie zou komen. Nadat hij onder andere de verloren finale van de Coppa Italia gemist had, kwam hij in de laatste competitiewedstrijd tegen ACF Fiorentina (2–0 nederlaag) nog in actie als invaller.

#### Verhuur aan Leeds United
Op 30 januari 2023 tekende McKennie op huurbasis een halfjarig contract bij Leeds United, uitkomend in Premier League. Leeds United betaalde circa € 1,25 miljoen aan huur voor de Amerikaan. McKennie debuteerde voor Leeds United op 5 februari 2023, als invaller voor Marc Roca tegen Nottingham Forest (1–0 nederlaag). Hij werd snel basisspeler. Leeds United won geen van zijn laatste negen competitieduels en degradeerde naar het tweede niveau.

#### Terugkeer bij Juventus FC
McKennie speelde op 15 mei 2024 de volledige finale mee toen Juventus FC de Coppa Italia won door met 0–1 te winnen van Atalanta Bergamo.

## Clubstatistieken
| Club            | Seizoen         | Competitie      | Competitie | Competitie | Beker | Beker | Internationaal | Internationaal | Overig | Overig | Totaal | Totaal |
| Club            | Seizoen         | Competitie      | Wed.       | Dlp.       | Wed.  | Dlp.  | Wed.           | Dlp.           | Wed.   | Dlp.   | Wed.   | Dlp.   |
| --------------- | --------------- | --------------- | ---------- | ---------- | ----- | ----- | -------------- | -------------- | ------ | ------ | ------ | ------ |
| Schalke 04      | 2016/17         | Bundesliga      | 1          | 0          | 0     | 0     | 0              | 0              | —      | —      | 1      | 0      |
| Schalke 04      | 2017/18         | Bundesliga      | 22         | 0          | 3     | 0     | —              | —              | —      | —      | 25     | 0      |
| Schalke 04      | 2018/19         | Bundesliga      | 24         | 1          | 3     | 0     | 6              | 1              | —      | —      | 33     | 2      |
| Schalke 04      | 2019/20         | Bundesliga      | 28         | 3          | 4     | 0     | —              | —              | —      | —      | 32     | 3      |
| Schalke 04      | Club totaal     | Club totaal     | 75         | 4          | 10    | 0     | 6              | 1              | 0      | 0      | 91     | 5      |
| → Juventus FC   | 2020/21         | Serie A         | 34         | 5          | 4     | 0     | 7              | 1              | 1      | 0      | 46     | 6      |
| Juventus FC     | 2021/22         | Serie A         | 21         | 3          | 1     | 0     | 6              | 0              | 1      | 1      | 29     | 4      |
| Juventus FC     | 2022/23         | Serie A         | 15         | 1          | 1     | 0     | 5              | 2              | —      | —      | 21     | 3      |
| Juventus FC     | 2023/24         | Serie A         | 34         | 0          | 4     | 0     | —              | —              | —      | —      | 38     | 0      |
| Juventus FC     | 2024/25         | Serie A         | 18         | 2          | 1     | 0     | 8              | 3              | 1      | 0      | 28     | 5      |
| Juventus FC     | Club totaal     | Club totaal     | 122        | 11         | 11    | 0     | 26             | 6              | 3      | 1      | 162    | 18     |
| → Leeds United  | 2022/23         | Premier League  | 19         | 0          | 1     | 0     | —              | —              | —      | —      | 20     | 0      |
| → Leeds United  | Club totaal     | Club totaal     | 19         | 0          | 1     | 0     | 0              | 0              | 0      | 0      | 20     | 0      |
| Carrière totaal | Carrière totaal | Carrière totaal | 216        | 15         | 22    | 0     | 32             | 7              | 3      | 1      | 273    | 23     |

Bijgewerkt t/m 11 februari 2025.

## Interlandcarrière

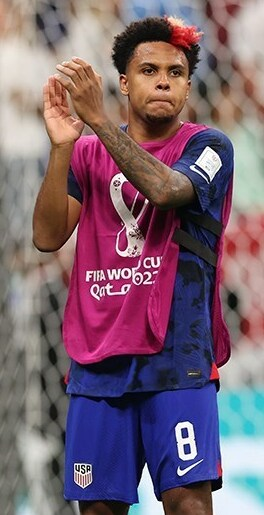
McKennie op het WK 2022

McKennie kwam uit voor meerdere Amerikaanse nationale jeugdteams. Hij debuteerde op 14 november 2017 in het Amerikaans voetbalelftal, in een oefeninterland in en tegen Portugal (eindstand: 1–1). Hij maakte zelf de 0–1. McKennie nam twee jaar later met Amerika deel aan de Gold Cup 2019. McKennie scoorde in de kwartfinale tegen Curaçao en de halve finale tegen Jamaica. De Verenigde Staten verloren vervolgens de finale met 1–0 van Mexico. McKennie maakte op 12 oktober 2019 de eerste hattrick van zijn carrière, binnen dertien minuten tegen Cuba in de CONCACAF Nations League (7–0). In de finale van die competitie tegen Mexico op 7 juni 2021 dwong hij met zijn gelijkmaker een verlenging af waarin de Verenigde Staten met 3–2 wonnen. McKennie werd op 10 november 2022 door bondscoach Gregg Berhalter opgenomen in de Amerikaanse selectie voor het WK 2022 in Qatar. Hij kwam op het toernooi in alle wedstrijden in actie. Na gelijke spelen tegen Wales (1–1) en Engeland (0–0) en een overwinning tegen Iran (0–1) werden de Verenigde Staten in de achtste finales uitgeschakeld met een 3–1 nederlaag tegen Nederland.
McKennie werd op 16 juni 2023 met een rode kaart van het veld gestuurd na een opstootje in de met 3–0 gewonnen halve finale van de CONCACAF Nations League tegen Mexico. Hij miste vervolgens de finale van de competitie, die met 0–2 werd gewonnen van Canada, alsook de Gold Cup 2023, waarin de Verenigde Staten in de halve finales na strafschoppen werden uitgeschakeld door Panama. In de CONCACAF Nations League-finale van 2024 op 22 maart 2024 gaf McKennie een assist op Tyler Adams. De Verenigde Staten wonnen uiteindelijk met 0–2 van Mexico. Een paar maanden later nam McKennie met het nationale elftal deel aan de Copa América in eigen land. De Verenigde Staten wonnen van Bolivia (2–0), maar werden voortijdig uitgeschakeld na nederlagen tegen Panama (2–1) en Uruguay (0–1).

## Erelijst
Juventus FC
- Coppa Italia: 2020/21, 2023/24
- Supercoppa Italiana: 2020

 Verenigde Staten
- CONCACAF Nations League: 2019/20, 2022/23, 2023/24

Individueel
- Amerikaans Voetballer van het Jaar: 2020
- CONCACAF Nations League Speler van het Toernooi: 2021